# Metaclisis triangulata
Metaclisis triangulata är en stekelart som först beskrevs av Tomsík 1950.  Metaclisis triangulata ingår i släktet Metaclisis och familjen gallmyggesteklar. Inga underarter finns listade i Catalogue of Life.